# ヘキサムーン・ガーディアンズ
『ヘキサムーン・ガーディアンズ』（HEXAMOON GUARDIANS）は、2000年3月30日にインクリメントPから発売された、PlayStation用ゲームソフト。キャラクターデザインは鈴木典孝。

## システム
- アドベンチャーパートとシミュレーションパートの二つに分かれている。
- アドベンチャーパートで話を進めていき、ターン制のシミュレーションパートでロボットに機乗して戦う。
- ドルガイヤーのみ「回復」行動が可能で、必要な条件を満たしたばあい、敵（プリンセス）を「説得」することができる。

発表当初は広告やラジオなどに、サクラ大戦的な「ドラマチックアドベンチャー」になることを予告していたが、発売が延期された後、最終的にはシナリオは分岐無しの固定となった。
プレイヤーは轟堂大地となり、伝説の守護神「ガーディアン」の復活を求めて地球に降り立った６人の「ヘキサムーン・プリンセス」とともに、「クロスロード鉄鋼兵団」と対決していく。学園生活を送りながら心の交流を深めていく「AVGパート」と、迫り来る敵と戦う「SLGパート」の2つで構成されている。ガーディアンの力を発揮させるため轟堂大地とプリンセス、互いの心の強さが必要となる。

## ストーリー
時は21世紀。月乃葉学園の高校生の轟堂大地は、成績が悪いため休日に補習を受けさせられていた。それにもかかわらず、補習の時間に寝ようとしたため、学校の用事で来ていた幼なじみの葉月睦にも怒られてしまう。
そんな中、突如天が割れ、一本の水晶の柱が校庭に降って来る。気になった大地と睦は、その中に人間の少女がいることを確認する。そしてさらに空から降りてくる人型巨大ロボット。水晶の中から出てきた謎の少女ミューズは、大地を「ドラグーン」と呼び、アコレイドを交わして巨大ロボット「ドルガイヤー」を召喚する。

## 登場人物

### 主要人物
轟堂 大地（ごうどう だいち）声：鈴村健一
主人公。月乃葉学園の2年B組の男子生徒。楽観的でお人好しだが、夢や希望を決して捨てない熱血漢。成績は赤点科目が多くからっきしだが、運動神経は抜群。ミューズとアコレイド（契約）を交わし、ドラグーン(騎士)となって伝説の守護神・ドルガイヤーを操りクロスロード鉄鋼兵団に立ち向かう。
依頼を断われない性格で、クラスメイトはおろか学園中の生徒から頼みごとをつい引き受けては後悔を重ねる。知らぬ間に学校行事の何らかの委員に推されているなど、その事例は多い。
戦闘中、大地の肉体はドルガイヤーのコックピットのパイロットシートの後ろに石像化しており、意識のみがドルガイヤーに移動している。
葉月 睦（はづき むつみ）声：今井由香
大地の幼なじみ。月乃葉学園でも同学年・同じクラス・寮生。茶髪のショートカットにエアインテークのアクセント。明るく元気で責任感が強い。皆に心配りをし面倒見も良い性格で、プリンセスたちの良き理解者でもある。その一方で、竹刀を取り出し振り回すなどスパルタ指導に傾くことがある。生徒会執行部に所属し、書記をつとめる。得意科目は英語。
ミューズ声：満仲由紀子
本作のヒロイン。「尊厳」のプリンセス。うす紫色のロングヘアーに独特の浮き毛。真面目で純情な性格。
大地とアコレイドを交わし、ドルガイヤーを召喚、パイロットシートに座り操縦する。その一方で機械オンチの一面も。大地と同じ2年B組に編入される。放課後には本人の希望で学生寮食堂の雑用のお手伝いをしている。勉強家でもあり、勉強ぎらいの大地にいつの間にか国語（日本語）を教える側になっていた。
ディアナ声：かかずゆみ
「力」のプリンセス。赤毛のミディアム。格闘家肌で腕っ節が強く、男勝りな性格。ミューズと同じクラスに編入、クラスメイトから「あねご」と親しまれる。しかし学業はいまひとつ。梅雨の気候になじめず、ルーンとともにホームシックにかかる一幕も。ザグレウスを召喚する。第2話から登場。
アルテミス声：雪乃五月
「愛」のプリンセス。金髪のロングヘアー。上品で優しい性格。剣道の達人でもある。地球の空気が合わないらしく、よく眠っている。2年B組に編入、得意科目は数学。オシリウスを召喚する。第3話から登場。
ルーン声：高野直子
「正義」のプリンセス。金髪のショートカットにはね毛。裏表のない素直な性格で動物好き。テレポート能力を有する。オルフェウスを召喚する。第4話から登場。1年C組に編入されるが、学業はからっきし。クラスメイトの八木に泣きつくことしばしばである。メンバーをファーストネームで呼ぶ癖をもつ（睦は「むっち」と呼ぶ）。
テレポート能力は、プリンセスたちが転移後の失敗を心配しその活用を控えている。
セレン声：山本麻里安
「知恵」のプリンセス。水色のセミロングの眼鏡っ娘。やや内気な性格。科学者の卵で理数系科目はお手のもの。だが実験失敗例の多さがたたって、その発明に好意的なプリンセスはいない。後にルーンと同じ1年C組に編入。ペンテウスを召喚する。第5話から登場。
カグヤ声：井上喜久子
「慈悲」のプリンセス。こい茶髪のショートのボブヘアー。何事もハッキリしないと気が済まない性格。和風な雰囲気を持つ。忍術に似た「オボロ」の技を使いこなす。後に2年B組に編入。アクタイオンを召喚する。第6話から登場。

### 月乃葉学園
台場満（だいば みつる）声：飛田展男
月乃葉学園の生徒会会長。3年生。丸ハゲで眼鏡。なかなかのやり手で、ミューズたちが校庭に飛来することを予見していた。生徒会室から、全校生徒の生活を把握しており、睦がミューズと添い寝をしたさいには「ベッドで一夜をともにした」と誤解を招くような発言をする。司令役でもあるが、無自覚のトラブルメーカーな面もある。生徒たち皆が会長と呼び、台場と名前で呼ばれることはまずない。嫌いな食べ物はメンマ。
手芸部の元部長で手芸の全国大会2連覇の実力。かわいらしい月齢カレンダーを製作した。また、変装（コスプレ）癖もあり、例えば学生寮食堂の料理長に扮している。
葦浦弥生（あしうら やよい）声：野田順子
月乃葉学園の生徒会副会長。黒のロングヘアーに白のヘアバンド。3年A組、会長の秘書的な女子生徒。結構ドジであり、よく会長に怒鳴られている。例えば、会長の「豪華に」の意味を取り違え、寮のミューズの部屋の内装をラブホテル風に発注している。ただし、会長の破天荒な行動には突っ込みを入れるばあいもある。
岩馬厳次郎（いわま げんじろう）声：相沢正輝
男子生徒。1970年代のケンカ番長を思わせる言動をする。大地とはクラスメイト・寮生でケンカ友達。その苗字から「ガンマ」のあだ名で呼ばれる。金策に苦しんでいて、食券提供などの誘いがからむと強い関心をしめす。ミューズたちの秘密を知ってからは、大地たちと同様に生徒会室に入り浸るようになる。学業にかんしては大地と五十歩百歩。大柄でタフさがあり、ディアナやカグヤの稽古相手になることもある。
八木仁美（やぎ ひとみ）声：榎本温子
女子生徒。ピンクのショートカット。1年C組、好奇心旺盛な新聞部員。第3話から登場する。当初は生徒会と大地のみの秘密だった、ミューズたちの正体に最初に気付いた人物でもある。大地の周辺を調べまわったが、ドルガイヤー発進の日、葦浦が校内の情報制御に失敗する。台場が全校生徒にミューズたちの秘密を明かしたため、八木のスクープ狙いは無駄に終わった。
ルーン登場後は、仲良くなったルーンの世話役として喜怒哀楽をともにする。物語が進むにつれて、クラスで1番頭が良いなど設定追加の多い人物でもある。

### クロスロード鉄鋼兵団
部隊の名前はタロットカードからきている。
シン声：松本保典
ヘキサムーンの支配者。通称「反逆王」。部隊長時代に反逆し、戦いにつぐ戦いで全土を制圧した。ロストガーディアンを求め、さらなる戦いに身を置く。実はミューズの兄。第3話から登場。
イシュタル声：平松晶子
クロスロード鉄鋼兵団の司令官。「月」の部隊長も兼ねる。黒のロングヘアーの女性。士官学校卒のエリート。シンの反逆前からの戦闘補佐で、上司のシンに恋心を抱いている。シンのさらなる戦いには、その命令には従うものの必ずしも賛同していない。第3話から登場。
ウラニア声：大西健晴
「ワンマンアーミー」の異名を持つ傭兵。クロスロードに雇われている。かつて戦友として、シンやイシュタルとともに戦っていた。「愚者」の部隊長。「鉄鋼蒼鬼」シャハーラを操縦し、大地たちに幾度も戦いを挑んでくる。第2話から登場。
フォルゴール
「吊るされた男」の部隊長。第3話登場。
アメルギン
「審判」の部隊長。第4話登場。
マックール
「世界」の部隊長。第5話登場。
リュンケウス
「隠者」の部隊長。第6話登場。
ティンダレオス
「塔」の部隊長。第7話登場。
ブラカン
「死」の部隊長。第9話登場。
プライデリ
「悪魔」の部隊長。第10話登場。
グイディオン
「星」の部隊長。第10話登場。
キャスリオン
「太陽」の部隊長。第10話登場。

## 登場メカ

### ガーディアン
ドルガイヤー
ミューズが呼び出す、「鉄鋼魔神」の異名をもつ人型ガーディアン（男性的なフォルム）。大地の意思で動く。ドラゴンガイヤーの頭になる。
ザグレウス
ディアナが呼び出す、「鉄鋼烈風」の異名をもつ鳥型ガーディアン。ガーディアンの中で唯一、飛行することができる。ドラゴンガイヤーの右腕になる。
オシリウス
アルテミスが呼び出す、「鉄鋼剣士」の異名をもつ女性的フォルムの人型ガーディアン。剣撃が得意。ドラゴンガイヤーの左腕になる。
オルフェウス
ルーンが呼び出す、「鉄鋼獣王」の異名をもつライオン型ガーディアン。素早く動くことができる。ドラゴンガイヤーの左足になる。
ペンテウス
セレンが呼び出す、「鉄鋼羅漢」の異名をもつカブト虫型の頭部を持つ人型ガーディアン。ガーディアン一の怪力を誇る。ドラゴンガイヤーの右足になる。
アクタイオン
カグヤが呼び出す、「鉄鋼聖殿」の異名をもつ亀型ガーディアン。広範囲攻撃が得意。ドラゴンガイヤーの胴体になる。
ドラゴンガイヤー
ドルガイヤー・ザグレウス・オシリウス・オルフェウス・ペンテウス・アクタイオンの6体が合体した、「鉄鋼魔龍」の異名をもつ巨大人型ガーディアン。最後の戦いで真の姿を現す。

### クロスロード側
ヘルシーカー
宇宙空間の航行も可能な輸送船。動力源は核分裂エネルギー。ロストガーディアンの探索や巨大ロボット部隊の移動に使用される。
シャハーラ
ウラニアの愛機。「鉄鋼蒼鬼」のふたつ名をもつ青いボディの巨大戦闘ロボット。ドルガイヤーを圧倒する性能をもつ。
モーガン・ル・フェイ
イシュタルの使用機体。ピンクのボディの巨大戦闘ロボット。物語の終盤、ガーディアンたちの前に立ち塞がる。

## 用語集
アコレイド
ミューズがドラグーンと交わす契約。これにより、大地は鉄鋼魔神ドルガイヤーと融合変身するようになる。契約後は、2人とも手のひらに星のアザが現れている。
ガーディアン
ヘキサムーンのプリンセスたちが呼び出す巨大ロボット。プリンセスは皆、コクピットに乗り込む。
クロスロード鉄鋼兵団（クロスロードてっこうへいだん）
ヘキサムーンを支配した軍団。11の部隊で構成されている。ヘキサムーンにある城「ウエスタパレス」を本拠地とする。彼らの使用するメカは、十字架をモチーフにしている。ミューズたちを狙っている。
月乃葉学園（つきのはがくえん）
大地たちが通う高等学校。地下には何故かガーディアンたちを収納出来る空間がある。高い丘の上にあるため、全校生徒の大半は寮生であり、大地たち主要メンバーも寮で暮している。
ディネバ
ヘキサムーンで言うところの「海」で、当地では聖域とされている。そのためミューズたちは海に入ることをタブー視している。また泳ぐという発想自体もなかった。
トライアース
ヘキサムーンの夜空には、月の代わりに地球が浮かんで見える。次元のひずみでたどり着くことはできないが、第3の大地と称される。
ドラグーン
ヘキサムーンに伝わる、トライアース（地球）にいると言われていた、ドルガイヤーと融合できる唯一の存在。轟堂大地のこと。
ヘキサムーン
ミューズたちの故郷の星。現在はクロスロードに支配されている。6つの地方に分かれていて、その統合の象徴として、各地からプリンセスを1人ずつ選出する習わしがあった。
プリンセス
ヘキサムーンのプリンセスは、現在はミューズ・ディアナ・アルテミス・ルーン・セレン・カグヤの6人。クロスロードに狙われている。プリンセスとは言われているが、政治には関わらない。
ヤヌス・ゲート
ヘキサムーンと地球を繋ぐ、次元の扉。地球では満月に一回開かれる。

## 各話タイトル
1. アコレイド
2. 敵はプリンセス
3. 鉄鋼蒼鬼の挑戦
4. 決死の鉄鋼魔戦陣
5. 暴け！鉄鋼傀儡の正体
6. 海の敵を叩け！
7. 集結！6体のガーディアン
8. さらば！月乃葉学園
9. 裏切りの相剋
10. 鉄鋼魔龍

## 主題歌
オープニングテーマ「Moon Gazer」
作詞 - HEXAMOON GUARDIANS、作曲 - 馬飼野康二、編曲 - TEXAS BLONDS、歌 - 兜欧洲
エンディングテーマ「キラ・キラ・キラリ」
作詞・作曲 - 川菜翠、編曲 - 名古屋司、歌 - しあわせクロワッサン

## 漫画
ゲームの発売に先駆けて、『電撃大王』で連載された。ストーリー・設定はゲーム版と異なる。原作はインクリメントP。作画は鈴木典孝。全一巻。

## ラジオ
『ヘキサムーン・ガーディアンズ〜喜久子・麻里安のお月様にお願い〜』

### 主題歌
- オープニングテーマ「Lu puty La puty」
  - 歌 - しあわせクロワッサン[メンバー 1]
- エンディングテーマ「夢見る手紙」
  - 歌 - しあわせクロワッサン

### 関連商品
- 主題歌シングルCD「Lu puty La puty」（1999年6月17日 FSDA-0010）
- ラジオCD 喜久子・麻里安のお月様にお願い（2000年3月30日 IPCR-0014）

| 文化放送 毎週日曜日 25:00 枠                                              | 文化放送 毎週日曜日 25:00 枠                                                                      | 文化放送 毎週日曜日 25:00 枠                                                                      |
| 前番組                                                                    | 番組名                                                                                            | 次番組                                                                                            |
| ------------------------------------------------------------------------- | ------------------------------------------------------------------------------------------------- | ------------------------------------------------------------------------------------------------- |
| 豊嶋真千子Earthly Paradise （1998年10月11日 - 1999年4月4日）              | ヘキサムーン・ガーディアンズ 〜喜久子・麻里安のお月様にお願い〜 （1999年4月11日 - 10月3日）       | 大橋照子のしゃべりバビデブー （25:00 - 26:00） （1999年10月10日 - 2001年4月1日）                  |
| 文化放送 毎週木曜日 25:30 枠                                              |                                                                                                   |                                                                                                   |
| めぐとも明のドリーム・ドリーム・パーティ （1999年4月8日 - 1999年9月30日） | ヘキサムーン・ガーディアンズ 〜喜久子・麻里安のお月様にお願い〜 （1999年10月7日 - 2000年3月30日） | -                                                                                                 |
| ラジオ関西 毎週土曜日 24:00 枠                                            |                                                                                                   |                                                                                                   |
| かーな・おみまゆ くるるん大放送!! （1999年4月 - 9月）                     | ヘキサムーンガーディアンズ 喜久子・麻里安のお月様にお願い （1999年10月 - 2000年3月）              | 米倉千尋のSMILE GO HAPPY （2000年4月 - 2001年3月、2002年4月 - 2003年9月） ※2001年は22時30分に放送 |